# Râul Stânișoara, Pârcălabul
Râul Stânișoara este un curs de apă, afluent al râului Pârcălabul. 

## Hărți
- Harta Munții Lotrului  Arhivat în 6 mai 2008, la Wayback Machine.